# Норт Бенингтон (Вермонт)
Норт Бенингтон (енгл. North Bennington) град је у америчкој савезној држави Вермонт.

## Демографија
По попису из 2010. године број становника је 1.643, што је 215 (15,1%) становника више него 2000. године.
| Група             | 2000.         | 2010.         |
| Белци             | 1.352 (94,7%) | 1.512 (92,0%) |
| Афроамериканци    | 10 (0,7%)     | 38 (2,3%)     |
| Азијати           | 24 (1,7%)     | 20 (1,2%)     |
| Хиспаноамериканци | 16 (1,1%)     | 33 (2,0%)     |
| Укупно            | 1.428         | 1.643         |